# Evelyn Berezin
Evelyn Berezin   (Bronx, 12 d'abril de 1925 - Manhattan, 8 de desembre de 2018) va ser una enginyera informàtica estatunidenca. És coneguda per haver dissenyat un dels primers processadors de text i per haver contribuït a dissenyar alguns dels primers sistemes informàtics de reserves per a vols.

## Biografia
Berezin va anar a la Universitat de Nova York amb la intenció de graduar-se en Empresarials fins que va rebre una oferta de treball i li van demanar canviar el seu camp d'estudi a la física. D'aquesta manera finalment es va graduar en 1945 en física i en 1946 va rebre una beca de la Comissió d'Energia Atòmica dels Estats Units per fer estudis de postgrau a la mateixa Universitat de Nova York. En 1951 va acceptar un treball en l'Electronic Computer Corporation (Elecom) a Brooklyn per treballar-hi com a dissenyadora d'ordinadors. Després de la compra d'Electronic Computer Corporation per part d'Underwood Corporation i la seva conversió en la Elecom Division, Berezin es va convertir en la cap del departament de disseny de lògica.
En 1953, mentre treballava per Underwood Company (originalment coneguda com a Underwood Typewriter Company), Berezin va començar a idear el que és ara considerat com el primer ordinador d'oficina. Underwood es va fusionar posteriorment amb Olivetti, però no es va continuar el projecte.
Després de treballar en la Underwood Typewriter Company, Berezin se'n va anar a Teleregister on va desenvolupar el primer sistema informàtic de reserves per a aerolínies. L'any 1969, però, decideix d'abandonar el seu treball per tal d'obtenir més llibertat de creació. És a així que funda l'empresa Redactron Corporation. Tot i començar amb sols 9 treballadors, en poc temps aconsegueix expandir-se fins a aconseguir-ne 500.
Durant aquest període, a Berezin se va reprendre la idea de crear un ordinador capaç de processar i modificar informació més ràpidament, per tal d'agilitzar el treball de les secretàries -que eren un total del 6% dels treballadors dels EUA. IBM ja n'havia creat un amb cinta magnètica. No obstant això, el projecte de Berezin pretenia que aquests processadors estiguessin compostos per circuits integrats que fessin més petit i accessible econòmicament l'ordinador. Cercant els xips que poguessin integrar-se en aquests circuits, es van trobar amb la denegació d'Intel a vendre'ls. En conseqüència, l'equip de Berezin es va veure obligat a dissenyar els seus propis xips. El dia de presentació de l'invent a la premsa, l'ordinador va fallar i fumejar per l'acumulació d'electricitat estàtica a causa de la sequedat de l'ambient. Tanmateix, Ed Wolf, cap dels enginyers, va llençar aigua a la catifa de manera que augmentés la humitat. Finalment, l'ordinador va funcionar.
L'any 1971 surt a la venda la Data Secretary, màquina que, entre d'altres, ofereix esborrar paràgrafs sencers, corregir nombrosos errors a la vegada i copiar i enganxar text. La facilitat que comportava per elaborar textos era tal que, en comptes d'ajudar a la figura de la secretària, aquestes van deixar de ser necessàries.
En 1976 Redactron és venuda a Burroughs Corporation. Berezin va continuar com a directora de la primera divisió. La manca de reconeixement i per la direcció d'homes, però, la van conduir a abandonar el seu rol. Aquell mateix any, però, les seves aportacions van ser valorades amb la seva aparició a la llista de les 100 dones més influents en el món dels negocis de la Business Week.
Entre 1980 i 1987, Berezin va ser presidenta de la Greenhouse Management Company, sòcia general d'un grup de capital de risc dedicat a les empreses tecnològiques en les seves primeres fases. Durant la seva carrera va rebre doctorats honorífics de la Universitat d'Adelphi i la Universitat de Michigan Oriental. Berezin També ha estat executiva en CIGNA, Standard MEMS, Koppers i Datapoint.
Durant els seus últims anys, Berezin fou directiva d'Intellicheck Inc. i va ser a la Junta Directiva de la Stony Brook Foundation a la Universitat Estatal de Nova York - Universitat de Stony Brook, el Brookhaven National Laboratory i el Boyce Thompson Institute. Berezin i el seu marit van finançar el Sam and Rose Berezin Endowment Scholarship (en honor dels seus pares), una beca que es concedeix a alumnes de pregrau que planegen estudiar en el camp de les ciències, enginyeria o matemàtiques.

## Vida personal
Berezin va estar casada durant 51 anys amb Israel Wilenitz, nascut en 1922 a Londres. Wilenitz va morir el 20 de febrer de 2003.

## Premis
- 2006 Long Island Technology Hall of Fame[5]
- 2006 Women Achiever's Against the Odds Honoree for the Long Island Fund for Women and Girls[8]
- 2011 Women in Technology International (WITI) Hall of Fame[5]
- Long Island Distinguished Leadership Award[5]
- Top 100 Business Women in the United States en la revista BusinessWeek[5]
- Doctorat honorífic de la Universitat de Adelphi[8]
- Doctorat honorífic de la Universitat de Míchigan Oriental[8]

## Patents
- Information Transfer Apparatus[11]
- Electronic Data File Processor[12]

- Information Transfer System[13]
- On-line Data Transfer Apparatus[14]
- Electrical Assemblage[15]
- Data Processing System[16]

- Arithmetic Device[17]
- Electronic Calculator with Dynamic Recirculating Storage Register[18]
- Control means with Record Sensing for an Electronic Calculator[19]